# Kaoru Tada
Kaoru Tada (多田かおる Tada Kaoru, 25 de septiembre de 1960 - 11 de marzo de 1999) fue una mangaka japonesa. 

## Biografía
Tada hizo su debut en 1977, cuando todavía era una estudiante de secundaria, en la revista "Deluxe Margaret" de Shūeisha. Las historias de Tada pertenecen al género de manga shōjo y de la característica de historias de amor centrada en los personajes jóvenes y su amor a los intereses. Sus argumentos incluyen momentos de comedia y se caracterizan por sus claros y precisos dibujos. Algunas de las obras de Tada más populares son Ai Shite Knight, Itazura na Kiss y Kimi no na wa Debora. 
Ai Shite Knight retrata la escena musical del rock japonés de comienzos del decenio de 1980. La serie de anime basada en Ai Shite Knight fue la primera en incluir canciones originales realizadas dentro de los episodios. 
Itazura na Kiss (Mischievous Kiss) - comenzado en 1991 y sin concluir - es, con mucho, su trabajo más exitoso en Japón. Narra la historia de amor entre Kotoko y Naoki desde la escuela secundaria hasta después de su matrimonio. La serie inspiró también un libro de arte ilustrado (Artbook) "Itazura na Ilustración Shuu Kiss", y dos novelas escritas por Nori Harata y publicado en la serie "Cobalt" de Shūeisha. En 1996, se produjo también una serie de televisión basada en Itazura na Kiss, con Aiko Satoo como Kotoko y Takashi Kashiwabara como Naoki en su reparto. En 2005, la serie fue adaptada en un drama Taiwanés bajo el nombre de "Comenzó con un beso", y en el año 2008, en una serie de anime con el nombre original del manga y más fiel a éste, aunque su final, inconcluso en la obra original, será definido por Shigeru Nishikawa, marido de la autora a quien se supone le comentó el final que pretendía hacer.
Kaoru Tada murió, en 1999, con sólo 38 años de edad, a raíz de un accidente doméstico que se produjo mientras ella se mudaba a una nueva casa con su marido y su hijo. Mientras trasladaba unas cosas, una mesa de mármol le cayó encima golpeándole la cabeza y ocasionándole una Hemorragia cerebral, muriendo tras un prolongado coma.

## Lista de mangas
- Ai Shite Night (Love Night), 愛してナイト, publicado en Margaret, 1981-83, 7 volúmenes
- Itazura na Kiss (Mischievous Kiss), イタズラなＫｉｓｓ, Margaret, 1991-, 23 volúmenes
- Itazura na Kiss Irasuto Shuu, 多田かおるイラスト集 イタズラなＫｉｓｓ, artbook published by Shueisha, 1 volumen
- Kawaii Ojisama (A Fine Dad), Margaret, 1 volumen
- Kimagure Enjeru (Capricious Angel), きまぐれエンジェル, Margaret, 1 volumen
- Kimi no Na wa Debora (Your name is Deborah), 君の名はデボラ, Margaret, 1988, 2 volúmenes
- Debora ga Raibaru (Deborah's the Rival), デボラがライバル, Margaret, 1996-1998, 4 volúmenes
- Sabishigariya no Deborah, さびしがりやのデボラ, Margaret, 1 volumen
- Horeru Yo! Koi, Margaret, 1 volumen
- Ai Shi Koi Shi no Manon!, Margaret, 1 volumen
- Kinta-kun ni Goyoujin!, Margaret, 1 volumen
- Tiinzu Burabo (Teens Bravo), Margaret, 1 volumen
- Miihaa Paradise (Fans' Paradise), Margaret, 2 volúmenes
- High School Magic, Margaret, 2 volúmenes